# Mario Pérez Saldívar
Mario Pérez Saldívar (13 de marzo de 1939) es un deportista mexicano, corredor de larga distancia. Participó en los Juegos Centroamericanos, Panamericanos y en los Olímpicos de Múnich 1972 representando a su país y fue fundador de la pista El Sope de la capital mexicana.
Inició como corredor en 1966. Junto a un grupo de ciudadanos y ciudadanas el 14 de febrero de 1966 inició el acondicionamiento de una zona de la segunda sección del Bosque de Chapultepec, la cual creció en popularidad por los Juegos Olímpicos de México 1968. En 1970 recibió apoyo presidencial para acondicionar el área que fue denominada como El Sope.
Pérez compitió en los XI Juegos Centroamericanos y del Caribe en 1970 ganando medalla de oro en los 5.000 metros planos, en los Juegos Panamericanos de 1971, en donde obtuvo medalla de bronce y en los Juegos Olímpicos de Múnich 1972.

## Resultados en competencias por año
| Competencia                             | Lugar                  | Posición               | Evento                 | Notas                  |                        |
| Representando a México                  | Representando a México | Representando a México | Representando a México | Representando a México | Representando a México |
| --------------------------------------- | ---------------------- | ---------------------- | ---------------------- | ---------------------- | ---------------------- |
| XI Juegos Centroamericanos y del Caribe | Panamá, Panamá         | 1                      | 5000 metros            | -                      |                        |
| Juegos Panamericanos de 1971            | Cali, Colombia         | 3                      | 5000 metros            | 14′ 03” 98             |                        |
| Juegos Olímpicos de 1972                | Múnich, Alemania       | 35                     | 5000 metros            | 13′ 58” 2              |                        |